# Rémora blanchâtre
Remora albescens
Espèce
Statut de conservation UICN

 LC  : Préoccupation mineure
Le rémora blanchâtre ou rémora blanc (Remora albescens) est un poisson pilote de la famille des Echeneidae.
Cette espèce était autrefois rangée dans le sous-genre Remorina (Jordan & Evermann, 1896), dont elle était l'unique espèce,.
Ce poisson-ventouse vit dans les eaux tropicales et tempérées des océans de la planète a une profondeur entre 0 et 50 m.
Le rémora blanc mesure au maximum 30 cm de longueur. C'est un poisson commensal spécifique aux raies mantas sur lesquelles il se fixe dans la cavité branchiale. Il se nourrit des parasites de ses hôtes. On le trouve rarement libre.

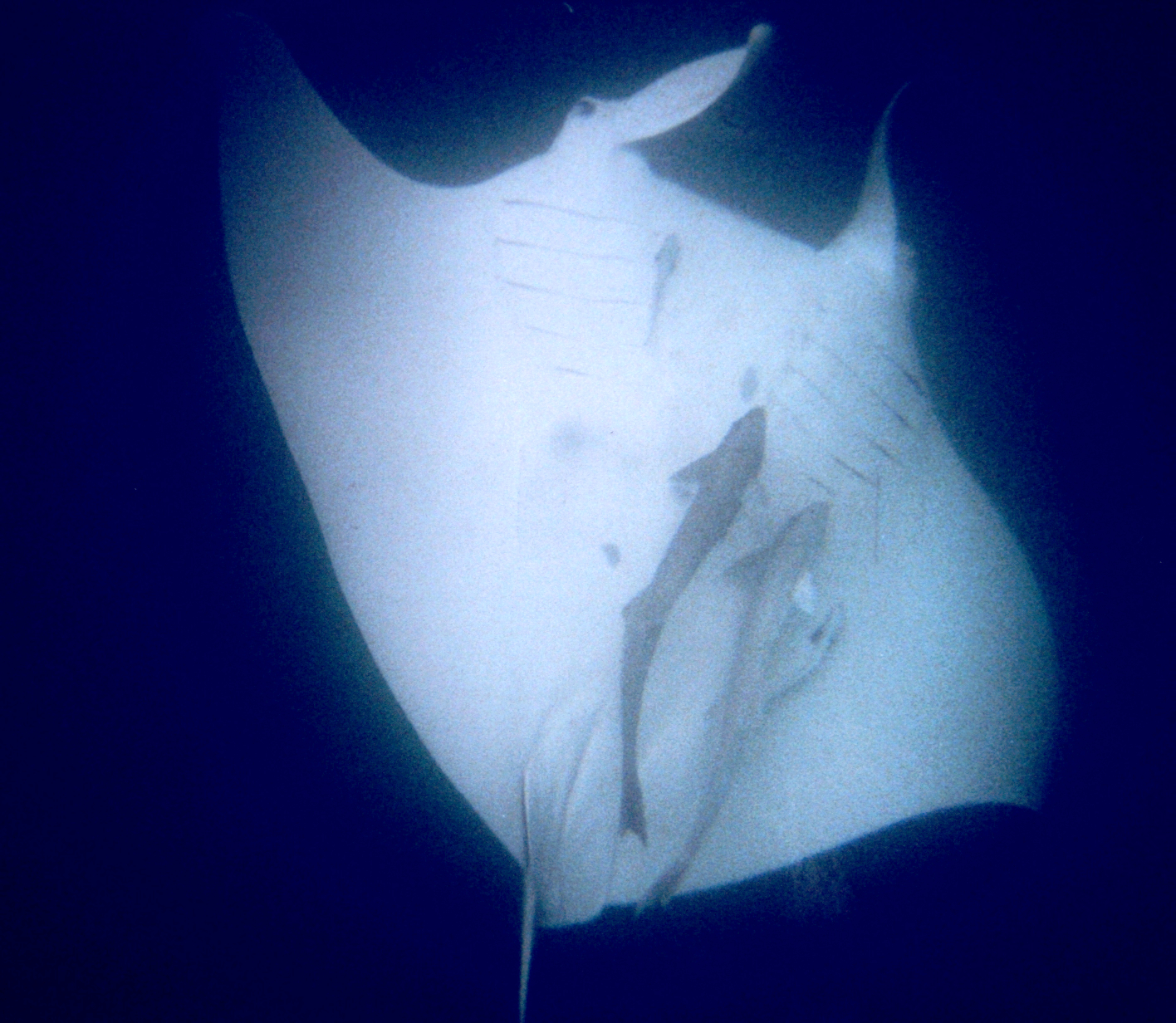
Deux rémoras blancs fixés sur la cavité branchiale d'une raie manta de récif

### GenreRemorina
- (en) Catalogue of Life : Remorina
- (en) FishBase : liste des espèces du genre Remorina (site miroir)
- (fr + en) ITIS : Remorina  Jordan & Evermann, 1896
- (en) UICN : espèce Remora albescens (Temminck & Schlegel, 1850) (consulté le 31 mai 2015)
- (en) WoRMS : Remorina Jordan et Evermann, 1896 (+ liste espèces)
- (en) Animal Diversity Web : Remorina

### EspèceRemorina albescens
- (en) Catalogue of Life : Remorina albescens (Temminck & Schlegel, 1850)
- (en + fr) FishBase : espèce Remorina albescens  (Temminck & Schlegel, 1850) (+ traduction) (+ noms vernaculaires 1 & 2)
- (fr + en) ITIS : Remorina albescens  (Temminck & Schlegel, 1850)
- (en) WoRMS : espèce Remorina albescens (Temminck et Schlegel, 1850)
- (en) Animal Diversity Web : Remorina albescens